# Princenhage
Princenhage est un ancien village, aujourd'hui quartier de la ville néerlandaise de Bréda, dans la province du Brabant-Septentrional. Le 1er janvier 2008, le village comptait 8 138 habitants.
Initialement, le village et la commune s'appellent Haage. Le 8 mai 1819, le nom est officiellement modifié en Princenhage.
Le 1er janvier 1942, la partie méridionale de Princenhage est rattachée à la commune de Bréda. La partie septentrionale, comprenant le village de Beek est érigée en nouvelle commune indépendante (appelée, à partir de 1951, Prinsenbeek.

## Personnalités liées à cette commune
- Vincent van Gogh (1820-1888), marchand d'art mort dans cette ville, y possédait la Villa Meertensheim.